# I’ll Become a Villainess Who Goes Down in History
I’ll Become a Villainess Who Goes Down in History (jap. 歴史に残る悪女になるぞ 悪役令嬢になるほど王子の溺愛は加速するようです！ Rekishi ni nokoru akujo ni naru zo: Akuyaku reijō ni naru hodo ōji no dekiai wa kasoku suru yō desu!) – seria light novel napisana przez Izumi Okido i zilustrowana przez Jyun Hayase. W grudniu 2018 zaczęła ukazywać się jako powieść interentowa w serwisie Shōsetsuka ni narō, a od sierpnia 2019 publikowana jest przez wydawnictwo Enterbrain jako light novel pod imprintem B’s Log Bunko.. Na jej podstawie powstała manga zilustrowana przez Akari Hoshi, która ukazuje się w magazynie „B’s Log Comic” od maja 2020. Adaptacja anime, wyprodukowana przez studio Maho Film, była emitowana od października do grudnia 2024.

## Bohaterowie
- Alicia Williams (jap. ウィリアムズ・アリシア Wiriamuzu Arishia)

Seiyū: Kanna Nakamura 
- Duke Seeker (jap. シーカー・デューク Shīkā Deyūku)

Seiyū: Kaito Ishikawa 
- Gill (jap. ジル Jiru)

Seiyū: Rie Takahashi 
- Will (jap. ウィル Wiru)

Seiyū: Hiroshi Yanaka 
- Liz Cather (jap. キャザー・リズ Kyazā Rizu)

Seiyū: Manaka Iwami 
- Albert Williams (jap. ウィリアムズ・アルバート Wiriamuzu Arubāto)

Seiyū: Ryōta Ōsaka 
- Alan Williams (jap. ウィリアムズ・アラン Wiriamuzu Aran)

Seiyū: Kōhei Amasaki 
- Henry Williams (jap. ウィリアムズ・ヘンリ Wiriamuzu Henri)

Seiyū: Haruki Ishiya 
- Eric Hudson (jap. ハドソン・エリック Hadoson Erikku)

Seiyū: Kent Itō 
- Finn Smith (jap. スミス・フィン Sumisu Fin)

Seiyū: Ayumu Murase 
- Gale Evans (jap. エバンズ・ゲイル Ebanzu Geiru)

Seiyū: Shōya Chiba 
- Curtis Kenwood (jap. ケンウッド・カーティス Kenuddo Kātis)

Seiyū: Nobuhiko Okamoto 
- Arnold Williams (jap. ウィリアムズ・アーノルド Wiriamuzu Ānorudo)

Seiyū: Kazuyuki Okitsu 
- Luke Seeker (jap. シーカー・ルーク Shīkā Rūku)

Seiyū: Takehito Koyasu 

## Light novel
Seria początkowo była publikowana jako powieść internetowa w serwisie Shōsetsuka ni narō od 11 grudnia 2018. Następnie została nabyta przez wydawnictwo Enterbrain, które wydaje ją jako light novel pod imprintem B’s Log Bunko od 15 sierpnia 2019.
| Nr | Data wydania (język japoński) | ISBN (język japoński)  |
| -- | ----------------------------- | ---------------------- |
| 1  | 15 sierpnia 2019              | ISBN 978-4-04-735695-5 |
| 2  | 15 lutego 2021                | ISBN 978-4-04-736502-5 |
| 3  | 15 września 2021              | ISBN 978-4-04-736754-8 |
| 4  | 15 września 2022              | ISBN 978-4-04-737163-7 |
| 5  | 12 sierpnia 2023              | ISBN 978-4-04-737605-2 |
| 6  | 15 marca 2024                 | ISBN 978-4-04-737855-1 |
| 7  | 15 października 2024          | ISBN 978-4-04-738137-7 |
| 8  | 15 lipca 2025                 | ISBN 978-4-04-738525-2 |

## Manga
Na bazie light novel powstała manga zilustrowana przez Akari Hoshi, która ukazuje się w magazynie „B’s Log Comic” od 5 maja 2020.
| Nr | Data wydania (język japoński) | ISBN (język japoński)  |
| -- | ----------------------------- | ---------------------- |
| 1  | 28 grudnia 2020               | ISBN 978-4-04-736447-9 |
| 2  | 1 października 2021           | ISBN 978-4-04-736791-3 |
| 3  | 1 września 2022               | ISBN 978-4-04-737150-7 |
| 4  | 12 sierpnia 2023              | ISBN 978-4-04-737586-4 |
| 5  | 30 września 2024              | ISBN 978-4-04-738168-1 |
| 6  | 1 sierpnia 2025               | ISBN 978-4-04-738530-6 |

## Anime
Adaptacja w formie telewizyjnego serialu anime została zapowiedziana 9 sierpnia 2023. Seria została wyprodukowana przez studio Maho Film i wyreżyserowana przez Yūjiego Yanase. Scenariusz napisała Sawako Hirabayashi, postacie zaprojektowały Yūko Watabe i Eri Kojima, a muzykę skomponowała Moe Hyūga. Serial był emitowany od 2 października do 25 grudnia 2024 w Tokyo MX i innych stacjach. Motywem otwierającym jest „Baddududu” (jap. バッドゥドゥドゥ) autorstwa Liyuu, natomiast końcowym „Wacchu ane?” (jap. わっちゅあね？) w wykonaniu Rin Kurusu. Licencję na dystrybucję serii nabył Crunchyroll.

### Lista odcinków
| №  | Tytuł                                                                                     | Reżyseria           | Scenariusz         | Premiera             |
| -- | ----------------------------------------------------------------------------------------- | ------------------- | ------------------ | -------------------- |
| 1  | The Villainess and Working Out Akujo to kintore (悪女と筋トレ)                            | Yūji Yanase         | Sawako Hirabayashi | 2 października 2024  |
| 2  | A Kiss With a Witch Akujo to kuchizuke (悪女と口づけ)                                     | Yūji Yanase         | Sawako Hirabayashi | 9 października 2024  |
| 3  | The Villainess and Trespassing Akujo to fuhōshin'nyū (悪女と不法侵入)                     | Yūji Yanase         | Sawako Hirabayashi | 16 października 2024 |
| 4  | The Villainess and the Flower Field Akujo to ohanabatake (悪女とお花畑)                   | Naoyoshi Kusaka     | Yuki Tanihara      | 23 października 2024 |
| 5  | The Villainess and The Villainess Test Akujo to akuyaku reijō shiken (悪女と悪役令嬢試験) | Kyōhei Ōyabu        | Sawako Hirabayashi | 30 października 2024 |
| 6  | The Villainess and Sleeping Side by Side Akujo to soine (悪女と添い寝)                    | Naoyoshi Kusaka     | Kunihiko Okada     | 6 listopada 2024     |
| 7  | The Villainess Sits This One Out Akujo wa ikkai yasumi (悪女は一回休み)                   | Yūji Yanase         | Sawako Hirabayashi | 13 listopada 2024    |
| 8  | The Villainess and the Return Akujo to dai fukkatsu (悪女と大復活)                        | Masashi Abe         | Shunma Hara        | 20 listopada 2024    |
| 9  | The Villainess and the Dramatic Chin Lift Akujo to agokui (悪女と顎クイ)                  | Nobutaka Chikahashi | Yuki Tanihata      | 27 listopada 2024    |
| 10 | The Villainess and the Past Akujo to kako (悪女と過去)                                    | Hideki Hiroshima    | Kunihiko Okada     | 4 grudnia 2024       |
| 11 | The Villainess and the School Idol Akujo to gakuen charisma (悪女と学園カリスマ)          | Yūji Yanase         | Yuki Tanihata      | 11 grudnia 2024      |
| 12 | The Villainess and the Saint Akujo to seijo (悪女と聖女)                                  | Fumio Maezono       | Sawako Hirabayashi | 18 grudnia 2024      |
| 13 | The Villainess and the Prince Akujo to ōji (悪女と王子)                                   | Yūji Yanase         | Sawako Hirabayashi | 25 grudnia 2024      |